# Пакхет
| p · x | t · l |

| p · x | t · l |

В Египетската митология, Баст и Секмет били подобни богини-котки на войната, една за Горен Египет и една за Долен Египет. Когато двете се срещнали при Бени Хасан, близостта между двете родила ново божество – Пакхет (още се знае и като: Пахет, Пехкхет, Пхастет, Пасхт).
Когато Пакхет се появила, по времето на Средното царство, Баст била уподобявана с домашна котка, повече отколкото с лъвица.